# 1852
1852. је била преступна година.

## Догађаји

### Април
- 5. април — почео Други англо-бурмански рат, трајао до 20. децембра исте године

### Новембар
- 2. новембар — На председничким изборима у САД, кандидат Демократске странке, Френклин Пирс, победио је Винфилда Скота.

### Децембар
- 2. децембар — У Француској проглашено Друго царство с царем Шарлом Лујем Наполеоном III Бонапартом.

### Датум непознат
- Википедија:Непознат датум — Вук Караџић је објавио друго издање Српског рјечника који је садржао 47000 речи. У писању овог речника помогао му је Ђуро Даничић.

## Рођења

### Јануар
- 12. јануар — Жозеф Жак Сезар Жофр, француски маршал. († 1931)

### Фебруар
- 26. фебруар — Џон Харви Келог (енгл. John Harvey Kellogg), доктор и проналазач корнфлекса. († 1943)

### Април
- 12. април — Петар Убавкић, српски вајар. (†1910)

### Септембар
- 11. септембар — Милан Јовановић Батут, српски лекар. († 1940)

### Октобар
- 9. октобар — Херман Емил Фишер, немачки хемичар и Нобеловац († 1919)

### Новембар
- 11. новембар — Франц Конрад фон Хецендорф, аустроугарски генерал и начелник генералштаба

### Децембар
- 19. децембар — Алберт Абрахам Мајклсон, амерички физичар. († 1931)

## Смрти

### Април
- 22. април — Аврам Петронијевић, српски политичар. (* 1791)
- 29. април — Лука Лазаревић, српски војвода. (* 1774)

### Септембар
- 14. септембар — Артур Велсли, војвода од Велингтона, британски фелдмаршал и политичар
- 26. септембар — Милета Радојковић, српски устаник